# 7014 Ніцше
7014 Ніцше (7014 Nietzsche) — астероїд головного поясу, відкритий 3 квітня 1989 року.
Тіссеранів параметр щодо Юпітера — 3,600.
Названо на честь німецького філософа та психолога Фрідріха Ніцше